# منظمة إذاعات الدول الإسلامية
اتحاد اذاعات وتلفزيونات دول منظمة التعاون الإسلامي (سابقا منظمة إذاعات الدول الإسلامية)  أُنشئت تنفيذًا لقرار المؤتمر الإسلامي السادس لوزراء خارجية قائمة الدول الإسلامية حسب المساحة المنعقد في مدينة جدة عام 1395هـ/1975م، ويقع مقرها في نفس المدينة.

## أهداف المنظمة
- نشر الدعوة الإسلامية
- إبراز أهمية التراث، والحرص على نشر اللغة العربية لغير الناطقين بها
- تبادل المنافع كالبرامج الإذاعية مابين الدول الأعضاء
- العمل على صد الحملات التي يشنها الأعلام المعادي للإسلام والمسلمين
- تصحيح الصورة الخاطئة التي يحملها الآخرون عن الآسلام.[2]

## الإنتاج الإذاعي
- البرامج والمسلسلات الإذاعية
- الندوات الإذاعية باللغات العربية والإنجليزية والفرنسية
- التركيز على حضارة الإسلام والقرآن الكريم والسنة النبوية المطهرة
- العقيدة والعبادات والقضايا الإسلامية المعاصرة.[3]

## إصدارات المنظمة
- المسلمون في آسيا الوسطى ومسلمو البوسنة
- دراسة حول صورة الإسلام الحضارية
- دراسة إستطلاعية حول بعض الإذاعات الموجهة
- منظمة إذاعات الدول الإسلامية ومسيرة عشر سنوات.[4]

## وصلات خارجية
- منظمة إذاعات الدول الإسلامية تسلمت القسط الثاني من تبرع المملكة.